# Cantó de Noyon
El cantó de Noyon és un cantó francès del departament de l'Oise, situat al districte de Compiègne. Té 23 municipis i el cap és Noyon.

## Municipis
- Appilly
- Babœuf
- Beaurains-lès-Noyon
- Béhéricourt
- Brétigny
- Caisnes
- Cuts
- Genvry
- Grandrû
- Larbroye
- Mondescourt
- Morlincourt
- Noyon
- Passel
- Pont-l'Évêque
- Pontoise-lès-Noyon
- Porquéricourt
- Salency
- Sempigny
- Suzoy
- Varesnes
- Vauchelles
- Ville

## Història
| Data d'elecció                           | Identitat       | Partit                                  | Qualitat |
| ---------------------------------------- | --------------- | --------------------------------------- | -------- |
| 1945-19..                                | M. Dufour       | Divers droite, després RPF              |          |
| 19..-1961                                | M. Granthomme   | RS, després UNR                         |          |
| 1961-1998                                | Max Brézillon   | Divers droite, després UDR, després RPR |          |
| 1998-2004                                | Pierre Descaves | FN                                      |          |
| 2004-                                    | Patrick Deguise | Divers gauche, després PS               |          |
| les dades anteriors no són pas conegudes |                 |                                         |          |
|                                          |                 |                                         |          |

## Demografia
| A partir de 1990: Població sense dobles comptes |